# 日本コンピュータ専門学校
日本コンピュータ専門学校（にほんコンピュータせんもんがっこう）は、学校法人瓶井学園が運営する大阪市東淀川区にある専修学校。

## 沿革
- 1984年 - 日本理工情報専門学校から独立開校。

## 学科
- デジタルクリエイター科
- 情報処理システム科
- ITスペシャリスト科
- Webスペシャリスト科
- 夜間部

## 所在地
〒533-0014 大阪市東淀川区豊新1-21-22
最寄り駅は、阪急上新庄駅。